# Shaun Ellis
MeShaunda Pizarrur Ellis, detto Shaun (Anderson, 24 giugno 1977), è un ex giocatore di football americano statunitense che ha militato nel ruolo di defensive end nella National Football League (NFL).

## Carriera

### New York Jets
Al college Ellis giocò a football a Tennessee, vincendo il campionato NCAA nel 1998. Fu scelto come dodicesimo assoluto dai New York Jets nel Draft NFL 2000. Fu una delle quattro scelte del primo giro dei Jets di quello e fu ottenuta come compensazione per l'assunzione da parte dei New England Patriots di Bill Belichick.
Ellis ebbe un immediato impatto: nella sua stagione da rookie mise a segno 8,5 sack, 67 tackle, un intercetto, 3 passaggi deviati e un fumble forzato. Solo il defensive end Hugh Douglas, con 10 sack nel 1995, ne mise a segno di più per una matricola dei Jets. Dopo che le stagioni 2001 e 2002 videro le sue cifre calare, Ellis si riprese nel 2003 con 12,5 sack. Alla fine di quella stagione fu convocato per il suo primo Pro Bowl. Nel 2004 ebbe 11 sack, 57 placcaggi e 2 fumble forzati. Nell'ultimo turno della stagione mise a segno 3 sack contro i St. Louis Rams. Fu l'ancora di un'altra stagione positiva per la difesa sulle corse dei Jets, che chiusero con un record di 10-6 e una wild card per i playoff.
Nel 2005 Ellis disputò 13 partite, tutte come titolare, con 2,5 sack, 38 tackle e un fumble forzato. Nel 2006 disputò tutte le 16 partite come titolare, con 5 sack, 58 placcaggi e un fumble forzato.
Nell'undicesimo turno della stagione 2007, Ellis fu premiato come miglior difensore dell'AFC della sua settimana per la prestazione contro i Pittsburgh Steelers in cui mise a segno 2 sack, un fumble forzato e uno recuperato nella vittoria per 19–16. Chiuse l'annata con 49 tackle e 5 sack.
Nella settimana 15 della stagione 2008, in una gara interna contro i rivali della AFC East dei Buffalo Bills, Ellis recuperò un fumble del quarterback J.P. Losman and e lo ritornò in touchdown a due minuti dal termine, dando ai Jets il vantaggio e alla fine la vittoria per 31–27. Il 23 dicembre fu multato di 10.000 dollari per avere lanciato palle di neve contro i tifosi avversari nella gara contro i Seattle Seahawks al Qwest Field la domenica precedente. Ellis affermò che era stato "fatto per divertimento." Concluse la stagione con 8 sack, 60 tackle e 2 fumble forzati.
Nel 2009 Ellis divenne il giocatore da più tempo nel roster dei Jets. Sotto la direzione del nuovo capo-allenatore Rex Ryan, Ellis contribuì a fare raggiungere la squadra i playoff, raggiungendo la finale di conference per la prima volta in undici anni, venendo sconfitta dagli Indianapolis Colts per 30–17. Chiuse il 2009 con 6,5 sack, 53 placcaggi, un passaggio deviato e un fumble forzato, venendo convocato per il secondo Pro Bowl. Fu il sostituto del defensive end dei Colts Robert Mathis, impegnato nel Super Bowl.
Nel 2010 Ellis terminò con 4,5 sack, 36 tackle e un fumble forzato in 15 gare, tutte come titolare. Nel divisional round dei playoff ebbe due sack nella vittoria sui Patriots nel divisional round. I Jets avanzarono così alla seconda finale della AFC consecutiva, dove persero con gli Steelers per 24-19.

### New England Patriots
Ellis firmò con i New England Patriots il 7 agosto 2011, chiudendo l'esperienza di undici stagioni con i Jets. Quell'anno disputò 14 partite, con 14 placcaggi e un sack. I Patriots conclusero la stagione regolare con un record di 13–3, arrivando fino al Super Bowl XLVI. Lì furono sconfitti dai Giants per 21–17. A Ellis non fu rinnovato il contratto a fine stagione e dopo avere passato il 2012 fuori dai campi di football, si ritirò.

## Palmarès

### Franchigia
- American Football Conference Championship: 1

New England Patriots: 2011

### Individuale
- Convocazioni al Pro Bowl: 2

2003, 2009